# Wiesława Grochowska
Wiesława Grochowska (ur. 29 września 1931 w Łukowie) – polska aktorka teatralna i filmowa.

## Życiorys
W 1957 roku ukończyła studia na PWST w Łodzi. Tego samego roku, 22 listopada, miał miejsce jej debiut teatralny. Występowała w Teatrze Powszechnym w Łodzi (1957-58 i 70-88), Teatrze Ziemi Łódzkiej (1958-65) i Teatrze im. Juliusza Osterwy w Lublinie (1965-68).

## Nagrody i odznaczenia
- Honorowa Odznaka Miasta Łodzi (1985)

## Filmografia (wybór)
- 1955: Sprawa pilota Maresza – pielęgniarka Dorota
- 1974: Dwoje bliskich obcych ludzi
- 1978: Rodzina Połanieckich Janiszowa (odc. 1)
- 1979: Kobieta i kobieta – robotnica
- 1981: Jan Serce – Witucka, sąsiadka Serców (odc. 2 i 4)
- 1983: Dom Świętego Kazimierza
- 1983: Marynia – Janiszowa
- 1983: Pastorale heroica – kobieta wiejska
- 1986: Złoty pociąg
- 1987: Komediantka – Janowa, służąca Orłowskich w Bukowcu
- 1987: Mr Tański – Zyta Magnuska
- 1988: Jemioła – sąsiadka
- 1988: Pogranicze w ogniu (odc. 9)
- 1990: Pogrzeb kartofla
- 1991: Kroll
- 1992: Daens
- 1993: Lepiej być piękną i bogatą
- 1998: Syzyfowe prace – służąca (odc. 6)
- 2000: Syzyfowe prace – służąca